# アラン・ウォーカー (音楽プロデューサー)
アラン・オラフ・ウォーカー（英: Alan Olav Walker, 1997年8月24日 - ）は、ノルウェー出身のプロデューサー・トラックメイカー（ビートメイカー）・作曲家・編曲家の音楽アーティストである。主に「Faded」（2015年）で知られ、14カ国でプラチナ認定された。また、「Force」（2015年）、「Sing Me to Sleep」（2016年)、「Alone」（2016年）、「The Spectre」（2017年）、「Darkside」（2018年）、サブリナ・カーペンターとファルッコをフィーチャーした「On My Way」（2019年）、エイバ・マックスをフィーチャーした「Alone, Pt. II」（2019年）などのヒット曲があり、YouTubeで数億回再生されている。
アランはDJ Magazineの「Top 100 DJs」で2016年に55位、2017年に17位、2018年に36位、2019年に27位、2021年に22位、2022年に17位ランクインした。

## 略歴
1997年8月24日、イギリス・ノーサンプトンで生まれる。その後、ノルウェーのベルゲン郡ファナに移住し、2012年頃から音楽制作を開始。オンライン上のファンからのフィードバックを利用して、YouTubeとSoundCloudに楽曲を投稿して認知度を高める。 2015年12月、MER Musikkからリリースされたシングル「Faded」は、アメリカのBillboard Hot 100で最高80位に達し、アメリカレコード協会（RIAA）からトリプルプラチナに認定された。2016年、シングル「Sing Me to Sleep」と「Alone」をリリースした後、2017年に「The Spectre」をリリース。これは初期の曲「Spectre」のボーカルリメイクであり、ノルウェー、スイス、ポーランドのチャートでトップ10に到達した。同年10月には、アメリカ合衆国の歌手ノア・サイラスとイギリスの音楽プロデューサーデジタル・ファーム・アニマルズとのコラボレーションシングル「All Falls Down」で同様の成功を収めた。
2018年、アンティグア系ドイツ人シンガーソングライターのAu/Raとノルウェーの歌手Tomine Harketをフィーチャーした曲「Darkside」をリリース。数か月後、デビューアルバム『Different World』をリリースし、ノルウェーとフィンランドのチャートで1位を獲得し、スウェーデンとスイスでもトップ20にランクインした。
2021年には2ndアルバム『World of Walker』をリリース。2023年には、DJ Magazineの「Top 100 DJs」で11位となった。

## 来歴

### 生い立ち
1997年8月24日、イングランド中東部のノーサンプトンで、ノルウェー人の母親とイギリス人の父親の間に生まれる。2歳のときにノルウェー西部のベルゲンに家族で引っ越し、現在まで過ごしている。デジタル時代に生まれた彼は早い時期からコンピュータに関心を示し、後にプログラミングやグラフィック・デザインに興味を持ち始める。
2010年、ベルゲン中心部にある私立キリスト教系の中学校、ダニエルセン中学校に進学。その後、音楽制作を開始。もともと音楽を聴くのは好きだったが、音楽についてはほとんど知らなかった。そのため、YouTubeの動画を見て音楽制作を学び始めた。 2013年、ダニエルセン高等学校に進学。高校時代、祖父母の庭でよく働いていたが、音楽を仕事にできるかどうか考えていたという。高校卒業後は、軍隊に入隊するか、近くの食料品店で働くことを計画していた。

### 初期のキャリアと「Faded」の成功（2012年〜2016年)
2012年、イタリア人音楽プロデューサーのデイヴィッド・ホイッスルの曲を聴いていて、どのように音楽をプロデュースしているのかを知るために連絡を取り、FL Studioを使ってラップトップで音楽制作を始めた。彼はノルウェーのプロデューサーK-391やオランダのプロデューサーAhrix、ハンス・ジマーやスティーブ・ジャブロンスキーといった映画音楽の作曲家に影響を受けた。2012年7月、ネット上のファンからのフィードバックや助けを得て、音楽制作のキャリアを追求し始め、YouTubeやSoundCloudに徐々に楽曲を投稿し始めた。ベッドルームプロデューサーとしてスタートした彼は、レコード契約を結び、2014年にデビューシングルをリリースするまではDJ Walkzzとして活動を行っていた。

YouTubeやSoundCloudに何曲か投稿した後、2014年8月17日に「Fade」をリリースした。同曲は2014年11月19日にレコードレーベルであるNoCopyrightSounds（NCS）を通じてリリースされた後、注目を集め、NoCopyrightSoundsの曲で最速で100万回再生を達成した。この曲はYouTubeで4億回以上再生され、Spotifyでは1億1500万回再生され、SoundCloudでは4100万回ストリーミングされた。

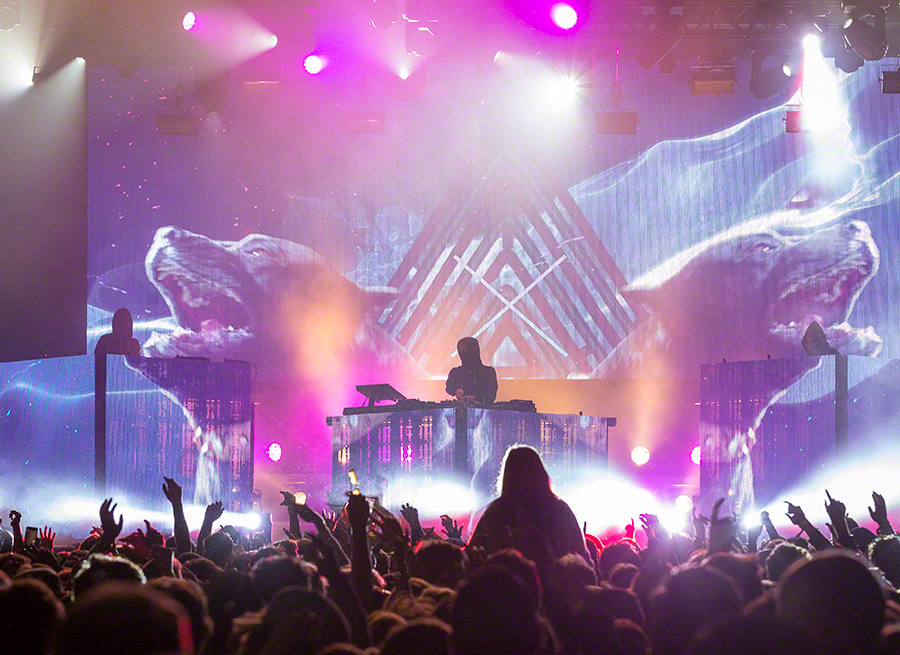
2016年、ノルウェー・スターバーンフェスティバルでのアラン

その後も音楽活動を続け、2015年には「Spectre」や「Force」をNCSからリリースし、どちらもヒット。
その後、「Sony Music Sweden」傘下のMER Musikkと契約をし、2015年4月にノルウェー出身の女性シンガー、イセリン・ソルヘイムによるヴォーカルが加わり、2015年12月8日に「Fade」のリマスター・ヴァージョン「Faded」をリリースした。この曲は、ノルウェーやスウェーデンのチャートだけでなく、フィンランドやデンマーク、イタリア、アメリカ、ドイツ、イギリス、アイルランド、オランダなど世界中のチャートでトップにランクイン。世界最大の楽曲数を提供している音楽配信共有サービスSpotifyでは「Top 50 Global」（世界のトップ50曲）トップ10入りも果たした。また、2024年9月時点でストリーミング再生が20億回を、YouTubeにリリースしたMVの再生数が2024年6月時点で36億回を超えており、日本においても嵐の櫻井翔主演で2018年5月4日公開の映画『ラプラスの魔女』の主題歌に起用されている。「Faded」で彼の人生は大きく変わり、プロデュースに専念するため高校を中退し、現在も作曲活動及び世界中でのライブ活動を続けている。

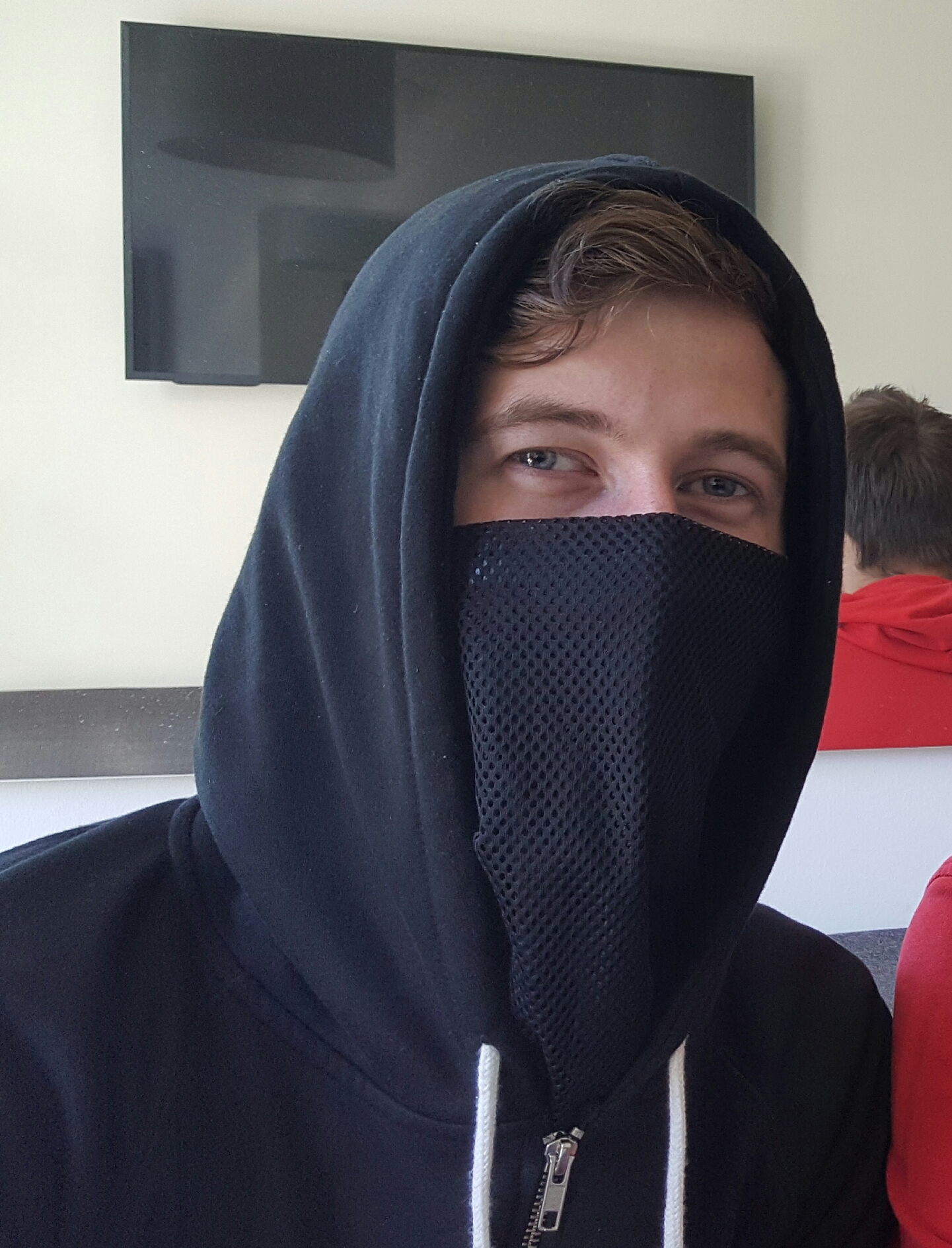
ドイツでインタビューを受けるアラン、2016年8月

2016年2月27日、オスロで開催されたWinter X Gamesでパフォーマンスデビューを果たし、イセリン・ソルヘイムと共に「Faded」を含む15曲を披露した。4月7日、ドイツで開催されたエコー賞でザラ・ラーソンと共に「Faded」と「Never Forget You」を披露した。 
2016年6月3日に発売されたシングル「Sing Me to Sleep」は、「Faded」と同じ女性ヴォーカリスト、イセリン・ソルヘイムをフィーチャーしている。この曲は7カ国のiTunesチャートで首位を獲得し、YouTubeでのミュージックビデオの再生回数は6億9000万回を超え、Spotifyでの再生回数も2億5000万回に達した。
また、同年12月2日には「Alone」と題された別のシングルもリリースされ、クレジットされていないスウェーデン人歌手のヌーニー・バオが参加している。YouTubeのミュージックビデオは12億回以上再生されており、Spotifyでの再生回数も3億9000万回を超えている。
同年12月21日、故郷ベルゲンのUSF Verftetでコンサート「Alan Walker is Heading Home」を開催し、歌手としてアンジェリーナ・ジョーダン、マリウス・サミュエルセン、アレクサンドラ・ロタン、ヨセフ・ウォルデ＝マリアム、トーベ・スティルケと共に16曲を披露した。コンサートはYouTubeで公式にライブ配信された。コンサートでは、「Sing Me to Sleep」のレストラング・バージョンや、Winter X Gamesでのデビュー時に初披露された 「Heading Home」などいくつかの未発表曲を披露。また、初期の楽曲「Spectre」のリマスター版である「The Spectre」もコンサート中に披露された。

### デビューアルバム『Different World』（2017年〜2018年)

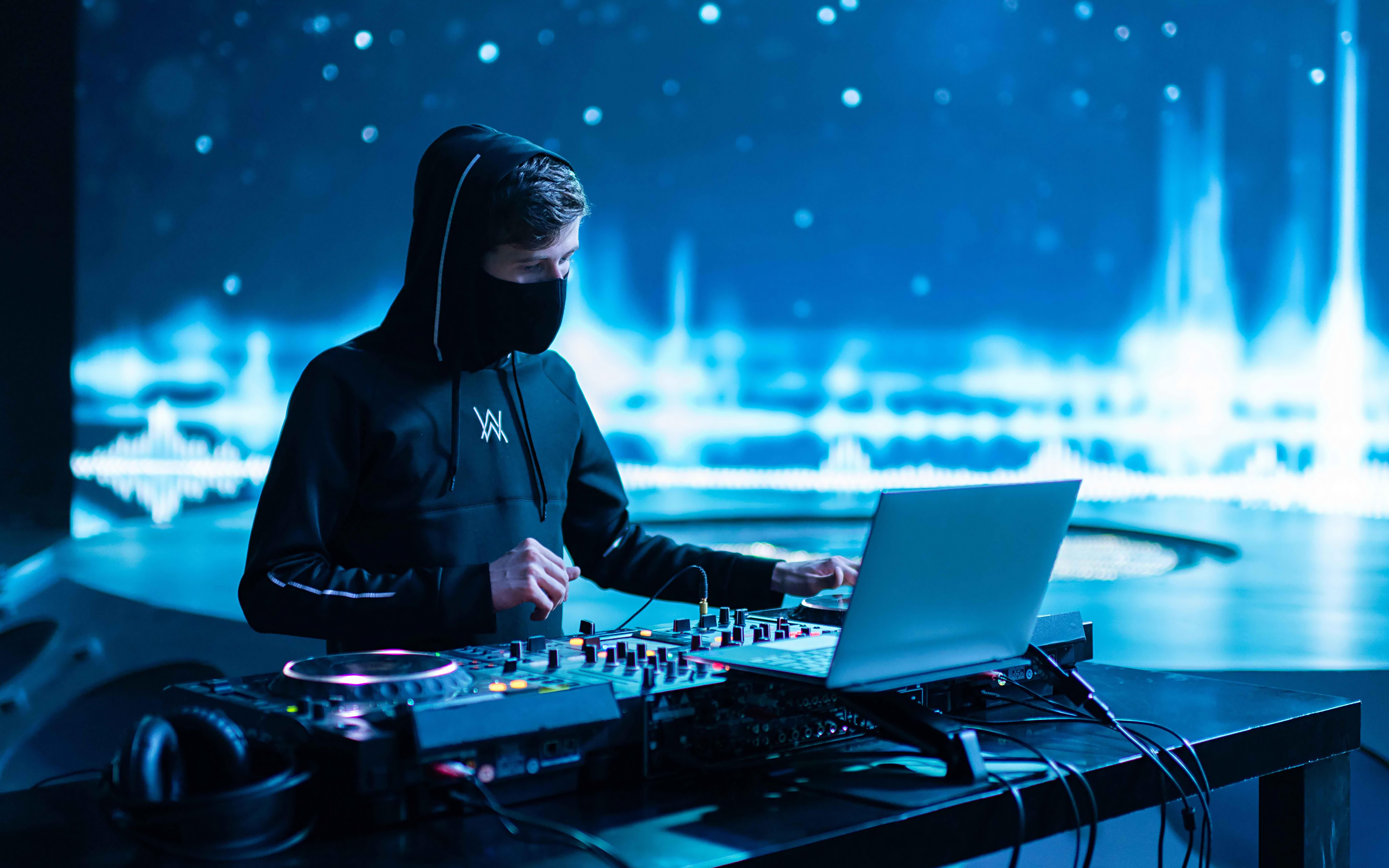
DJプレイをするアラン

2017年初頭、アランのYouTubeチャンネルは、約450万人の登録者を突破し、ノルウェーで最も登録者数が多いチャンネルとなり、2024年5月12日の時点で約139億回とノルウェーのYouTuberの中で最も総再生回数が多い。2月から4月の間、テキサス州で開催された「Euphoria Festival」に参加するなどアメリカ各地でツアーを行った。
また、「渋谷SOUND MUSEUM VISION」に初来日。平日だったにも関わらずチケットは完売し、その姿をファンの前に表した。
4月、K-391をフィーチャーした曲「Ignite」のインストゥルメンタルバージョンをリリース。この曲は、K-391が2015年に歌手のマーヴィン・ディヴァインをフィーチャーした曲「Godzilla」のリメイクであり、ソニーの新製品であるSony Xperia XZsの発売を宣伝している。
2017年5月19日、アイルランドのシンガー・ソングライター、ギャビン・ジェイムズとの初の曲「Tired」をリリースした。 アランは、この曲が自分の作品に「別の次元を加える」と語った。 YouTube上のMVは1億2000万回以上再生されている。
2017年6月9日、デンマークのプロデューサー、アレックス・スクリンドーとのコラボ曲「Sky」がコンピレーション・アルバム『Insomniac Records Presents: EDC Las Vegas 2017』の一部としてリリースされた。YouTubeでのミュージックビデオは6000万回以上再生されている。
9月15日、2015年の曲「Spectre」のリメイク曲「The Spectre」をリリース。 この曲は昨年の「Alan Walker is Heading Home」イベントで発表された。アランはリリースの数ヶ月前にこの曲をライブセットに取り入れ、2017年に開催されたトゥモローランドのメインステージでこの曲の改訂版を披露した。

アランはYouTubeでアメリカの歌手ノア・サイラスとイギリスの音楽プロデューサーのデジタル・ファーム・アニマルズとの曲「All Falls Down」を発表し、2017年10月27日にリリースされた。その後、2017年12月2日に、アランのYouTubeチャンネルの登録者数1000万人突破を記念して、YouTube Space NYでノア・サイラスとスウェーデンの歌手、ジュリアンダーとのパフォーマンス動画が公開された。 

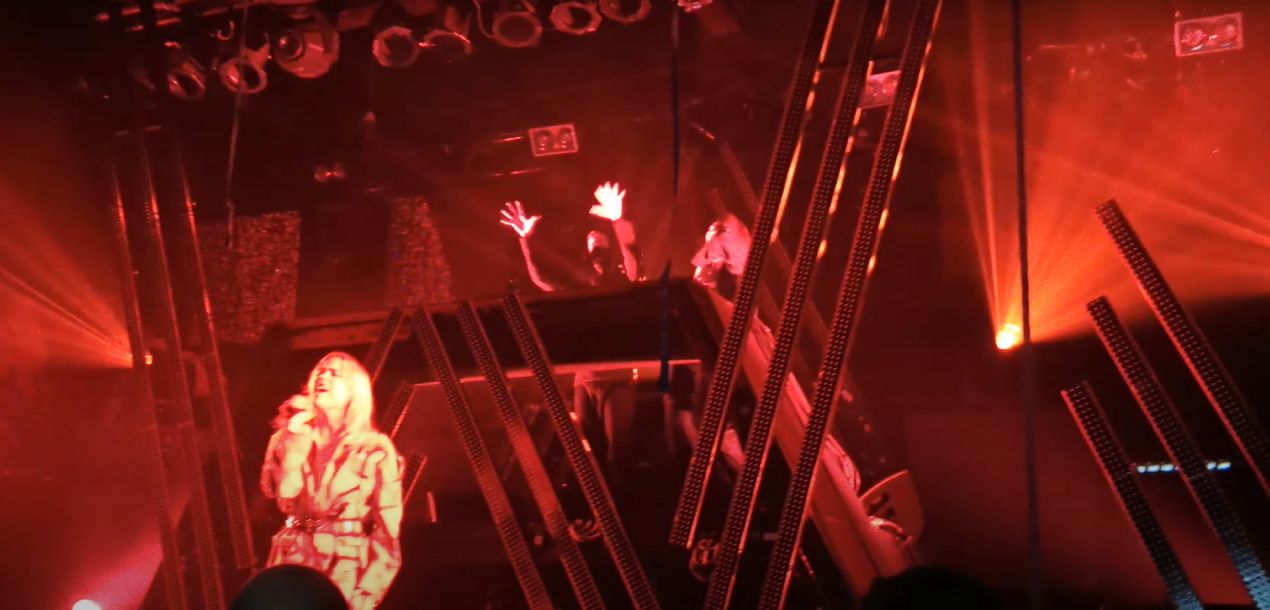
2018年のDifferent World Tourでのアラン

2018年、マイアミで開催されたウルトラ・ミュージック・フェスティバルでのパフォーマンス中、アランはオランダ人DJアーミン・ヴァン・ブーレンのステージに加わり、新しいコラボレーション曲「Slow Lane」を披露した。この曲はパフォーマンスから2年後の2020年12月18日にリリースされた。4月にはカリフォルニア州インディオで開催された音楽フェスティバル「コーチェラ2018」に出演した。
2018年5月には「EDC Japan 2018」でフェスサイズでのパフォーマンスを披露し、さらに同年12月には初の東京・大阪でジャパン・ツアーを開催し、全て完売。追加公演まで行われるほど。1年の間に間をおかずに3度の来日を経て、その都度ソールドアウトを記録するほどの人気だった。
5月11日、ノルウェーのプロデューサーK-391と共に、ノルウェーの歌手ジュリー・バーガンと韓国の歌手V.Iをフィーチャーした曲「Ignite」をリリース。MVは5月12日にK-391のYouTubeチャンネルで公開された。 YouTube上のミュージック・ビデオは、4億5000万回近く再生されている。
7月27日、スペインの歌手Au/Raと、ノルウェーの歌手トミネ・ハルケットをフィーチャーしたシングル「Darkside」をリリース。公開されたミュージック・ビデオは、「All Falls Down」からスタートしたストーリーの続編が描かれており、アラン特有の壮大且つミステリアスな世界観がさらに展開されている。この曲は、ノルウェーの「VG-lista」チャートで1位にランクインし、その他14カ国のチャートにもランクインした。
12月、デビューアルバム『Different World』をリリース。このアルバムには、「Faded」や「Alone」などの以前の曲や、アメリカのDJスティーブ・アオキとのコラボレーションである「Lonely」などの新曲が収録。また、リリースと同時に、気候変動というテーマに対する意識を高めることを目的とした「#CreateADifferentWorld」と題したキャンペーンが開始。このアルバムはノルウェーとフィンランドでチャートのトップを獲得し、 2020年のビルボード・ミュージック・アワードで「Top Dance/Electronic Albums」部門にノミネートされた。

### 2ndアルバム『World of Walker』（2019年〜2021年）

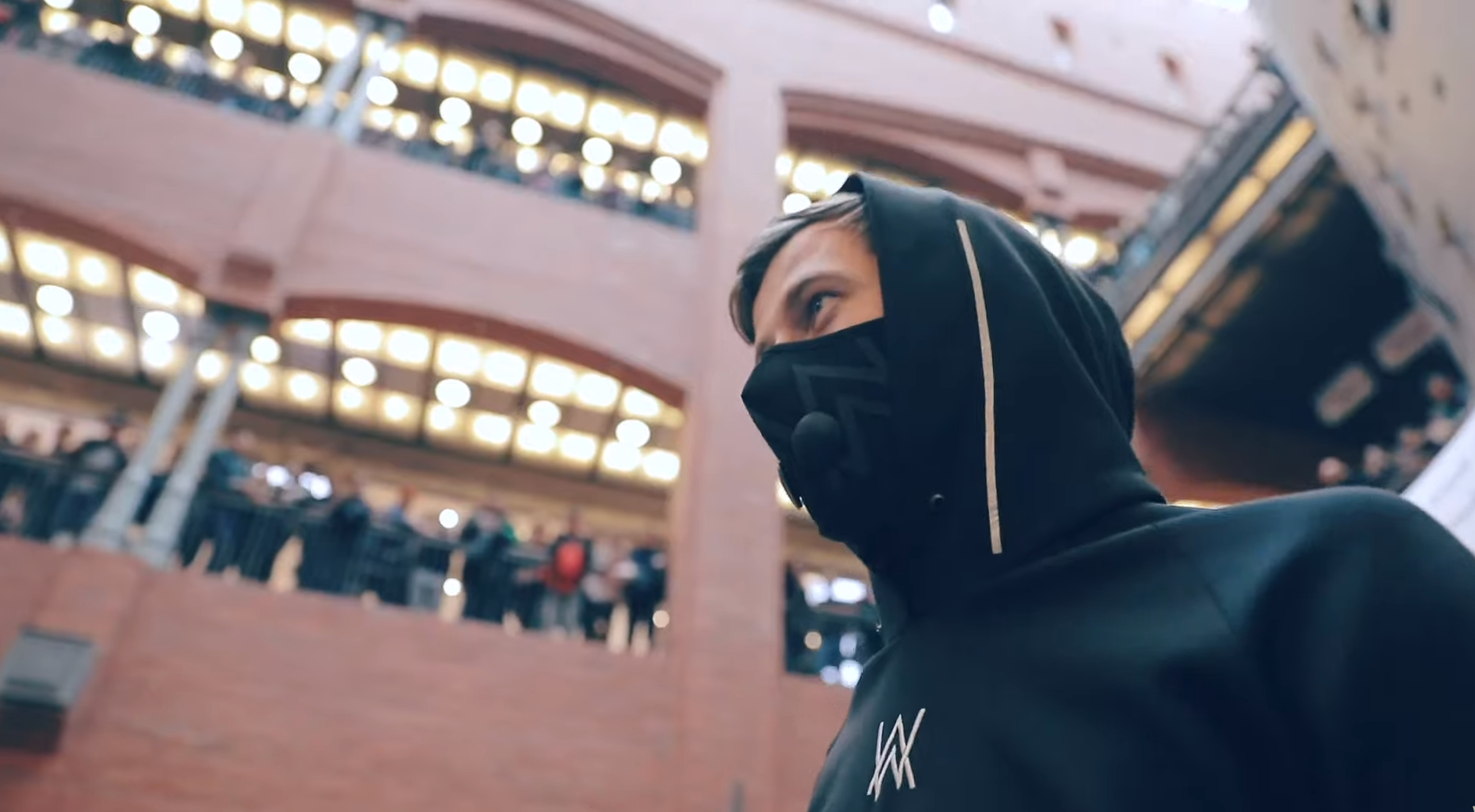
ポーランドにてファンと交流をする直前のアラン、2019年5月

2019年3月21日に、アメリカの歌手サブリナ・カーペンターとファルッコをフィーチャーしたシングル「On My Way」をリリースし、マレーシアのチャートで一位、ノルウェーのチャートで3位を獲得した。この曲は、グッド・モーニング・アメリカの「サマーコンサートシリーズ」で披露された。
2019年6月25日、アメリカのラッパー、エイサップ・ロッキーとのコラボレーション曲「 Live Fast (PUBGM)」をリリース。この曲はゲーム「PUBG Mobile」シーズン8の公式曲となった。また、ベルリンで開催されたPMCOスプリングスプリットグローバルファイナルでライブパフォーマンスを行った。
2019年8月17日、スウェーデンのプロデューサー、Mangooが2000年に発表した曲「Eurodancer」のリメイクを、K-391とノルウェーのプロデューサー、Tungevaagと共同でリリースする意向を発表。 その後、2019年8月30日にシングル「Play」がリリース。ボーカルはノルウェーの歌手Torineが担当した。また、3ヵ月後にはモバイルと自身のウェブサイトで「The Walker Excavations」というゲームがリリースされた。 

2019年末、アメリカ人歌手エイバ・マックスと「Alone, Pt. II」をリリース。この曲は2016年のシングル「Alone」の続編である。この曲の公式ミュージックビデオは、2019年12月27日にアランのYouTubeチャンネルに投稿された。これは、同年のウォーカーのシングル「On My Way」のビデオの続編である。

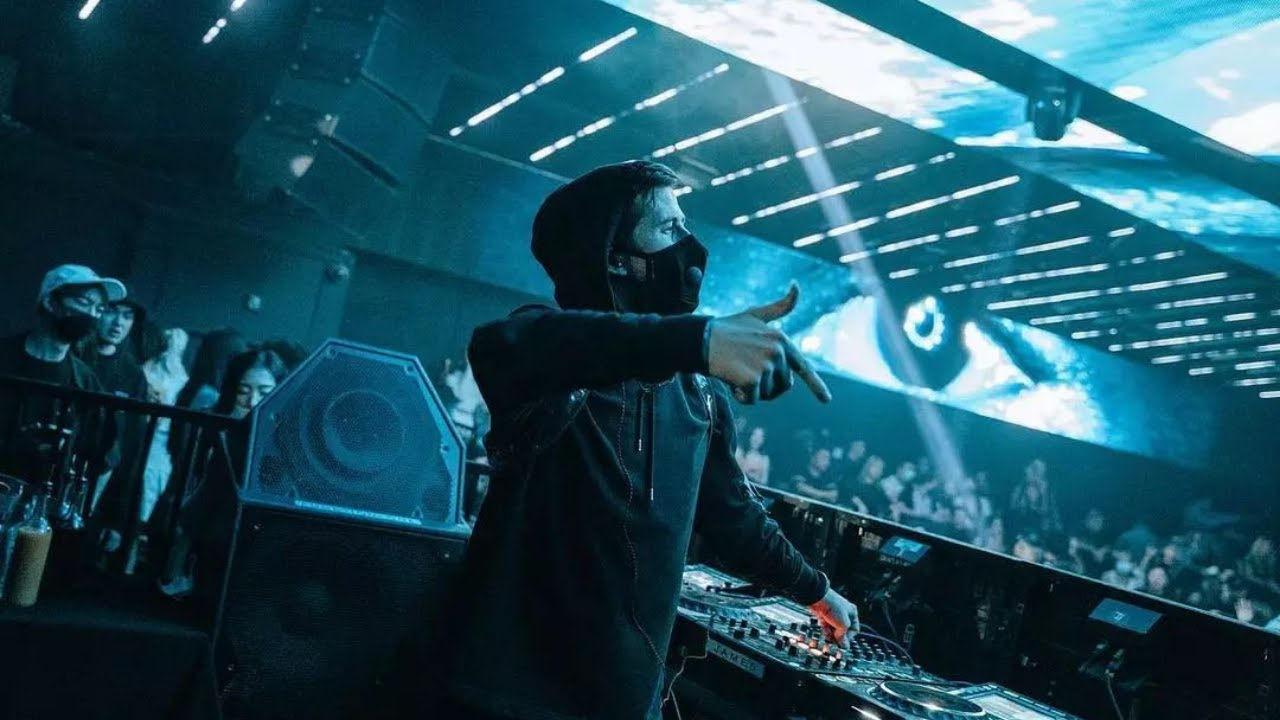
2021年のHouston Liveでのアラン

2020年、X Games NorwayでK-391とAhrixと共に楽曲「End of Time」を披露した。また、 新型コロナウイルスの影響で中止となった「トゥモローランド 2020」の代替イベント「Tomorrowland Around the World」にも出演した。
2020年5月15日、ドイツの映画音楽作曲家、ハンス・ジマーの「Time」のリミックスをリリース。
2021年11月13日、NoCopyrightSoundsとの間で契約が満了し、同レーベルからリリースした作品（Fade、Spectre、Force）はNoCopyrightSoundsのカタログから、またストリーミングプラットフォームから削除された。
2021年11月26日、エレクトロ・ポップとEDMを中心に構築された15曲で構成された2ndアルバム『World of Walker』をリリース。 これは3年ぶりのアルバムであり、ノルウェーで4位、フィンランドで24位に達した。アルバムには、「On My Way」、「Alone, Pt. II」、「Fake a Smile」などの曲が収録されている。
また、2021年秋には日本で開催された「SUPERSONIC 2021」に参加。当初はゼッドに続く2ndヘッドライナーとしてフェス初日への出演が決まっていたが、他アーティストの出演キャンセルを受け、急遽ゼッド、スティーヴ・アオキと共にB2B2Bを披露した。おそらく他の海外フェスでもまず実現することはないであろう超豪華なサプライズセットにリスナーは大いに盛り上がった。そして、このセットで最後にアランの代表曲「Faded」がプレイされた。

### 3rdアルバム『Walkerverse Pt. I & II』（2022年）

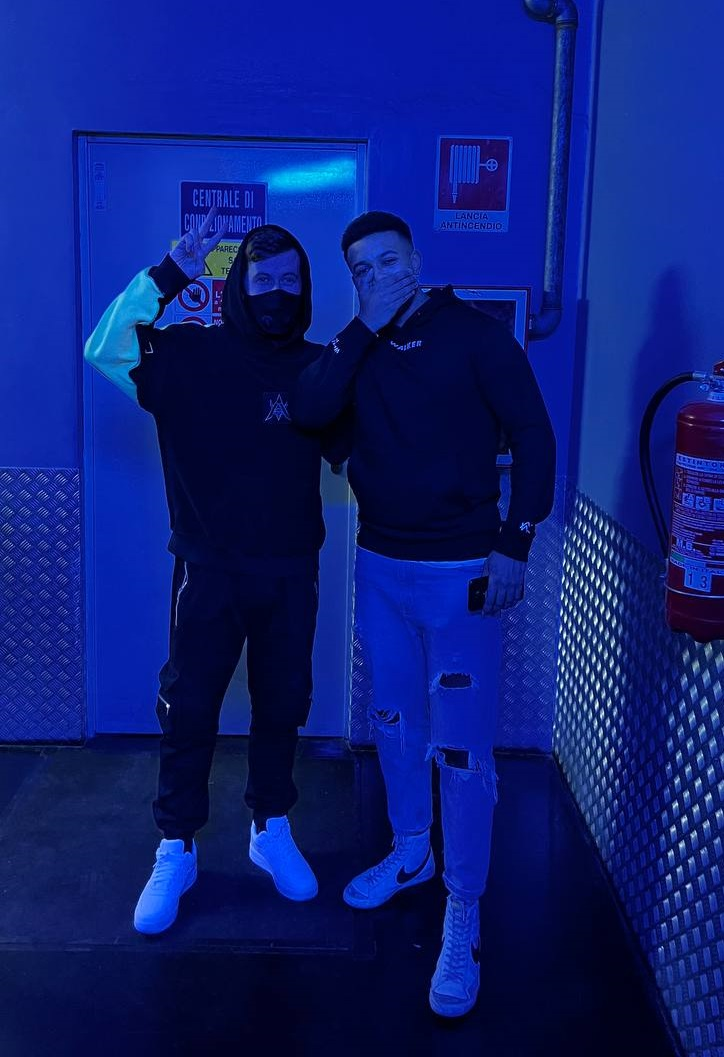
2022年のアラン

2022年、プロジェクト「Walkerverse」をリリースし、2枚のEPとして発表され、後に3rdアルバム『Walkerverse Pt. I & II』として再リリースされた。最初のEPである『Walkerverse Pt. I』には、「Adventure Time」、Au/Raとの「Somebody Like U」などが収録。 2枚目のEP『Walkerverse Pt. II』には、トレヴァー・ダニエルとの「Extremes」や、ヨハネス・ブラームスの「ハンガリー舞曲第5番」をサンプリングしたシングル「Lovesick」を含む9曲が収録。これに続いて、2022年9月に「Walkerverse: The Tour 2022」がスタート。ワシントンD.C.のエコステージ、シカゴのラディウス、サンフランシスコのビル・グラハム・シビック・オーディトリアムなどの大規模な会場を訪れたツアーは、9月にイギリスで始まり、12月にカリフォルニア州サンフランシスコで29公演行われた。また、ツアーのティーザーも公開された。
2022年、ファンが音楽プロジェクトに投資できるスウェーデンのクラウドファンディングウェブサイト「Corite」と契約した。アランは次の音楽作品のためにファンから10万ドル以上を集めており、1つ目は「Origins」と呼ばれるコンピレーションEPで、2つ目はThe Walkersとして知られるアランのファンのオンラインコミュニティとのコラボレーション「Unity」であった。

### 4thアルバム『Walkerworld』（2023年）
2023年4月7日、NoCopyrightSoundsと再契約し、「Dreamer」がリリース。この曲は、アランにとって8年ぶりのNCSリリースであり、また、当初の契約が満了し、過去のリリースが削除されてからの初リリースとなった。プレスリリースによると、この曲の制作のきっかけは、アランがファンに問いかけた「初心に帰るべきか」というTwitterの投票である。90％以上が肯定的な回答をした後、アランは、この曲の制作を始めた。
5月4日にリリースされたシングル「Hero」は、ハンガリーのラジオチャートで1位、Billboardの「Hot Dance/Electronic Songs」チャートで18位にランクインした。
2023年9月28日、オランダの音楽グループ、ダッシュ・ベルリンとイギリスのYouTuber兼ミュージシャンのヴィックスターとコラボレーションし、「Better Off (Alone, Pt. III)」をリリース。これはヴィックスターのデビューシングルとなった。この曲は2016年のシングル「Alone」や2019年のエイバ・マックスとのコラボ曲「Alone, Pt. II」を含む一連の曲の一部である。この曲は、音楽グループアリス・ディージェイの1999年のシングル「Better Off Alone」をサンプリングしている。
2023年11月10日、4thアルバム『Walkerworld』をリリース。このアルバムには、スティーヴ・アオキとの曲「Spectre 2.0」と歌手ソフィー・ストレイとの曲「Land Of The Heroes」などが収録。このアルバムはノルウェーの「VG-lista」チャートで18位にランクインした。

### 5thアルバム『Walkerworld 2.0』と「Walkerworld」ツアー（2024年〜現在）
2024年1月4日、ノルウェーの歌手ペダー・エリアスとインドネシアの歌手プトゥリ・アリアーニと共に「Who I Am」をリリース。 この曲のメインドロップは、1955年のノルウェー映画『カリウスとバクトゥス』のクリスチャン・ハートマン（映画の作詞作曲もクレジットされている）が作曲した曲をサンプリングしている。
2024年4月27日、アメリカ合衆国ネバダ州ラスベガスの「LIVナイトクラブ」での公演中にマスクなしでパフォーマンスした。5日後、アメリカの歌手カイリー・カントラルとの曲「Unsure」をリリース。
これに続いて、2024年6月から「Walkerworld Tour」と呼ばれる一連のツアーをスタート。最初のツアー「Walkerworld Asia Tour Pt. I」は2024年6月に開始され、シンガポール、ジャカルタ、マカオ、クアラルンプールを含む10都市で公演が行われた。また、ツアー開始前の5月中旬には、シンガポール、インドネシア、マレーシアのファンがメッセージを送信できるようにWhatsAppの電話番号を開設した。次のツアー「Walkerworld India Tour」は9月に開始され、ムンバイ、バンガロール、デリー首都圏、アーメダバード、コーチ、ハイデラバード、プネ、シロン、チェンナイ、コルカタを含む10都市で公演が行われた。
ツアー開始に合わせて、ウォーカーはインドの作曲家プリタムとの共作「Children Of The Sun」をリリース。この曲にはインドの歌手ヴィシャール・ミシュラの歌声もフィーチャーされており、児童合唱団も参加。このコラボレーションは、2019年のムンバイツアー中に出会った後に始まったという。
ツアーは最終的にインドの9都市で約16万枚のチケットを販売し、インド史上最高の収益を上げた国際ツアーとなった。その後、「Walkerworld Asia Tour Pt. II」が11月に始まり、マレーシア、韓国、日本で公演が行われた。
2025年1月10日、5thアルバム『Walkerworld 2.0』をリリース。このアルバムはノルウェーの「VG-lista」アルバムチャートで14位にランクイン。 その後、2025年1月から2月にかけて、「Walkerworld North American Tour」と題したツアーが北米で行われた。また、2025年3月から「Walkerworld European Tour」の一環としてバルセロナ、ロンドン、ベルリン、パリなどの都市で公演を行うことを発表した。

## 世間のイメージ

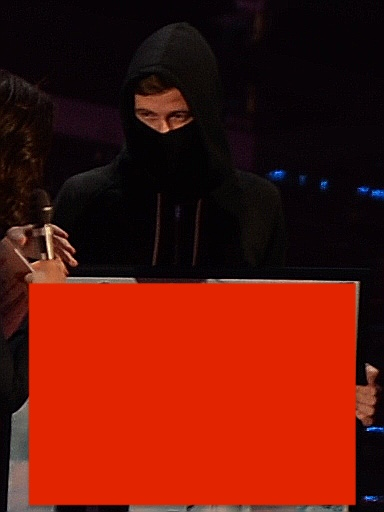
ブラック・ブロックやハッカーのようなファッションをまとったWMAでのアラン・ウォーカー

アラン・ウォーカーのロゴ

彼はもともと「DJ Walkzz」と呼ばれており、複数のプロデュース集団の一員だったが、その後「Walkzz」になった。現在のロゴは、ウォーカーの本名の頭文字「A」と「W」からなっており、2013年に彼自身がデザインしたものである。彼のイメージを出すために、ブラック・ブロックのコンセプトに似たパーカーとフェイスマスクを使用している。
ウォーカーは「最初は、アラン・ウォーカーをアーティストとしてどのように宣伝できるかといったアイデアを考えていたが、その後、誰でもできるようなシンボルを作り、パーカーとフェイスマスクを持っているのであれば誰であってもすぐに『ウォーカー』になることができ、僕たちはすべて平等だ」とKKBoxのインタビューで、自分のコンセプトについて説明した。NRKのインタビューで、なぜマスクを使用したのか聞かれた時、彼は「彼らが僕に与えてくれたイメージを維持すること。基本的に、僕は匿名性に焦点を当てているから、誰でもアラン・ウォーカーに加わることができ、マスクは誰でも似合うことを示している。」と答えている。
彼の経営者が手渡した最初のプロモーション写真では、ウォーカーの顔はほとんど見えなかった。彼のシングル"Alone"のミュージックビデオでも、彼はすべて黒い影の人物として登場した。ウォーカーによると、これはレコード会社"Sony"と共に慎重に計画して製作したイメージである。ウォーカーは「彼らとの会合で、自分のプロフィールをどのように構築できるか話し合った」とVGに語っており、「彼らは僕の興味について尋ね、僕はPC、コンピュータゲーム、そしてアノニマスやハッカー文化のようなものに、パーカーが役割を果たすと答えた」とも語っている。
彼は目立たないように行動することの難しさを認めた。彼と彼の経営陣はどちらも、背中に彼を特徴付けるロゴの付いたパーカーを好んでいたからである。ウォーカーは「Instagramのアカウントを初めて作成したとき、自分自身や自然などの写真は一度も投稿しなかったが、匿名性を保つのも難しかった」と語っている。
彼はステージにマスクを着けた2人の男性と共に立っており、「エレクトロニック・ミュージックではなかなかトリオは見られないが、かっこいいと思う。僕たちは小さなバンドのようなものなんだ。」と語る。
2016年11月9日の記者会見で、ウォーカーは「ハッカー集団『アノニマス』とテレビシリーズ『Mr. Robot』からインスピレーションを受けたマスクのコンセプトはかっこいいと思う。僕は音楽を始める前からゲームをしていたから、マスクをかけたらゲーマーに見えるだろう。」と述べている。
ウォーカーは「僕はマスクの無い静かさを選んだ。コンセプトが三部作に達すると、新しい扉を開けて探すことは面白いと思う。マスクは永遠性を失っても一時的なものにはならないからね。」とイメージからの脱却を図っていることを示唆した。更にソニーのスポークスマンである Yonas Aregai は「アラン・ウォーカーとしての音楽は焦点であって周囲の全てを包含する必要は無い。"Faded"や"Sing Me To Sleep"に"Alone"のような三部作と呼ばれる作品のテーマで良いんだ。」と説明している。
「僕がなぜマスクを着けているのか、多くの人が僕に尋ねてくるけど、これはお互いの違いよりも団結を示すための象徴でありシンボルでもあるんだ」と、ウォーカーは語っている。

## 音楽スタイル
音楽を作る時に一番大切にしていることは、やっぱりその音楽の「自由感」かな。そうすると自分が思うような曲をつくることができる。—アラン・ウォーカー、
アランの音楽スタイルは、カイゴの現代的なトロピカル・ハウスを特徴付けるハーモニーよりもはるかにダークでマイナーである。 アランの音楽は、やや遅いテンポのプログレッシブ・ハウスや 1990年代のトランス・ミュージック、あるいはリズミカルなエッジが滑らかになったダブステップを彷彿とさせる。

## 受賞・ノミネート
彼は様々な賞を受賞した。Gullsnutten の ミュージック・オブ・ザ・イヤー、MTVヨーロッパ・ミュージック・アワード の 最優秀ノルウェー・アクト賞などを受賞した。 楽曲「Faded」は、カンヌライオンズ国際クリエイティビティ・フェスティバルのカンヌライオンズ・アワード、ブリット・アワードの、最優秀ブリティッシュ・シングル賞にもノミネートされた。
| 年   | 組織                                                    | アワード                                           | ノミネート                                | 結果       | 参照            |
| ---- | ------------------------------------------------------- | -------------------------------------------------- | ----------------------------------------- | ---------- | --------------- |
| 2016 | Gullsnutten                                             | ミュージック・オブ・ザ・イヤー                     | アラン・ウォーカー                        | 受賞       | [ 105 ]         |
| 2016 | MTVヨーロッパ・ミュージック・アワード                   | 最優秀ノルウェー・アクト賞                         | アラン・ウォーカー                        | 受賞       | [ 106 ]         |
| 2016 | P3 Gull                                                 | ニューカマー・オブ・ザ・イヤー                     | アラン・ウォーカー                        | ノミネート | [ 107 ]         |
| 2016 | P3 Gull                                                 | ソング・オブ・ザ・イヤー                           | 「Faded」                                 | ノミネート | [ 107 ]         |
| 2016 | カンヌライオンズ 国際クリエイティビティ・フェスティバル | カンヌライオンズ・アワード                         | 「Faded」                                 | 受賞       | [ 108 ]         |
| 2016 | エスカ・ミュージック・アワード                          | ベスト・インターナショナル・ヒット賞               | 「Faded」                                 | 受賞       | [ 109 ]         |
| 2016 | NRJミュージック・アワード・ノルウェー                   | ノルウェー・ソング・オブ・ザ・イヤー               | 「Sing Me to Sleep」                      | 受賞       | [ 110 ]         |
| 2016 | ヨーロッパ・ボーダーブレイカーズ・アワード              | ヨーロッパ・ボーダーブレーカーズ賞                 | アラン・ウォーカー                        | 受賞       | [ 111 ]         |
| 2017 | ヨーロッパ・ボーダーブレイカーズ・アワード              | パブリック・チョイス賞                             | アラン・ウォーカー                        | ノミネート | [ 111 ]         |
| 2017 | スペルマン賞                                            | ソング・オブ・ザ・イヤー                           | 「Faded」                                 | 受賞       | [ 112 ]         |
| 2017 | ブリット・アワード                                      | ブリティッシュ・シングル・オブ・ザ・イヤー         | 「Faded」                                 | ノミネート | [ 113 ] [ 114 ] |
| 2017 | KKBox ミュージックアワード                              | ベスト・ウェスタン・アーティスト・オブ・ザ・イヤー | アラン・ウォーカー                        | 受賞       | [ 115 ]         |
| 2017 | KKBox ミュージックアワード                              | ベスト・ウェスタン・シングル・オブ・ザ・イヤー     | 「Faded」                                 | 受賞       | [ 115 ]         |
| 2017 | WDMラジオアワード                                       | ベストニュータレント賞                             | アラン・ウォーカー                        | 受賞       | [ 116 ]         |
| 2017 | Gullsnutten                                             | ミュージック・オブ・ザ・イヤー                     | アラン・ウォーカー                        | 受賞       | [ 117 ]         |
| 2017 | エコー賞                                                | 最優秀インターナショナル新人賞                     | アラン・ウォーカー                        | ノミネート | [ 118 ]         |
| 2017 | エコー賞                                                | ソング・オブ・ザ・イヤー                           | 「Faded」                                 | ノミネート | [ 118 ]         |
| 2017 | スイス・ミュージック・アワード                          | 最優秀インターナショナル・ヒット賞                 | 「Faded」                                 | 受賞       | [ 119 ]         |
| 2017 | ベルリン・ミュージック・ビデオアワード                  | ベストエディター賞                                 | 「Sing Me to Sleep」 (ミュージックビデオ) | ノミネート | [ 120 ]         |
| 2017 | ミュージック・ノルウェー                                | エクスポート・アワード                             | アラン・ウォーカー                        | 受賞       | [ 121 ]         |
| 2017 | MTVヨーロッパ・ミュージック・アワード                   | 最優秀ノルウェー・アクト賞                         | アラン・ウォーカー                        | 受賞       | [ 122 ]         |
| 2018 | スペルマン賞                                            | ソング・オブ・ザ・イヤー                           | 「Alone」                                 | ノミネート | [ 123 ]         |
| 2018 | WDMラジオアワード                                       | ベスト・ベース・トラック賞                         | 「All Falls Down」                        | ノミネート | [ 124 ]         |
| 2018 | WDMラジオアワード                                       | ベスト・トレンド・トラック賞                       | 「Tired」                                 | ノミネート | [ 124 ]         |
| 2018 | WDMラジオアワード                                       | 最優秀リミックス賞                                 | 「Issues」                                | ノミネート | [ 124 ]         |
| 2018 | インターナショナル・ダンス・ミュージック・アワード      | 最優秀ブレイクスルーアーティスト賞                 | アラン・ウォーカー                        | 受賞       | [ 125 ]         |
| 2018 | MTVヨーロッパ・ミュージック・アワード                   | 最優秀ノルウェー・アクト賞                         | アラン・ウォーカー                        | 受賞       | [ 126 ]         |
| 2019 | スペルマン賞                                            | ソング・オブ・ザ・イヤー                           | 「Darkside」                              | ノミネート | [ 127 ]         |
| 2019 | スペルマン賞                                            | ソング・オブ・ザ・イヤー                           | 「Ignite」                                | ノミネート | [ 127 ]         |
| 2019 | スペルマン賞                                            | スペルマン・オブ・ザ・イヤー                       | アラン・ウォーカー                        | 受賞       | [ 127 ]         |
| 2020 | スペルマン賞                                            | ソング・オブ・ザ・イヤー                           | 「Alone, Pt.II」                          | ノミネート | [ 128 ]         |
| 2021 | 音楽出版社賞                                            | ワーク・オブ・ザ・イヤー                           | 「Heading Home」                          | ノミネート | [ 129 ]         |
| 2022 | 音楽出版社賞                                            | ワーク・オブ・ザ・イヤー                           | 「Sorry」                                 | ノミネート | [ 130 ]         |

## ディスコグラフィ

### アルバム
| #   | 配信日         | タイトル            |
| --- | -------------- | ------------------- |
| 1st | 2018年12月14日 | 『Different World』 |
| 2nd | 2021年11月26日 | 『World of Walker』 |
| 3rd | 2022年         | 『Walkerverse』     |

### シングル
- Faded[142]
- All Falls Down (feat. Noah Cyrus with Digital Farm Animals)[136]
- Hymn for the weekend remix (Avicii vs Coldplay)[143]
- Hope[144]
- Memories[145]
- New Heart[146]
- Burn[147]
- The Raid[148]
- Long Road[149]
- Golden Alley[150]
- Light Dreams[151]
- Above the Sky[152]
- Big Universe[153]
- 135[154]
- Dennis 2014[155]
- Energy[156]
- Sky(Alan Walker × Alex Skrindo)[43]